# 宝持沙那
宝持 沙那（ほうもつ さな、2006年1月10日 - ）は、日本のファッションモデル。サムデイ所属。

## 趣味・特技
趣味、特技は料理。

## 出演経歴

### その他
- ミスティーンジャパン 2022 ファイナリスト
- DUO presenta TGC AUDITION 2022 powered by 17LIVE ファイナリスト

### 広告
- 朝日新聞社 リーフレット広告モデル
- 株式会社ともとす ラジオCM
- 第105回全国高校野球選手権記念大会 CM